# Hôtel de ville de Salzbourg

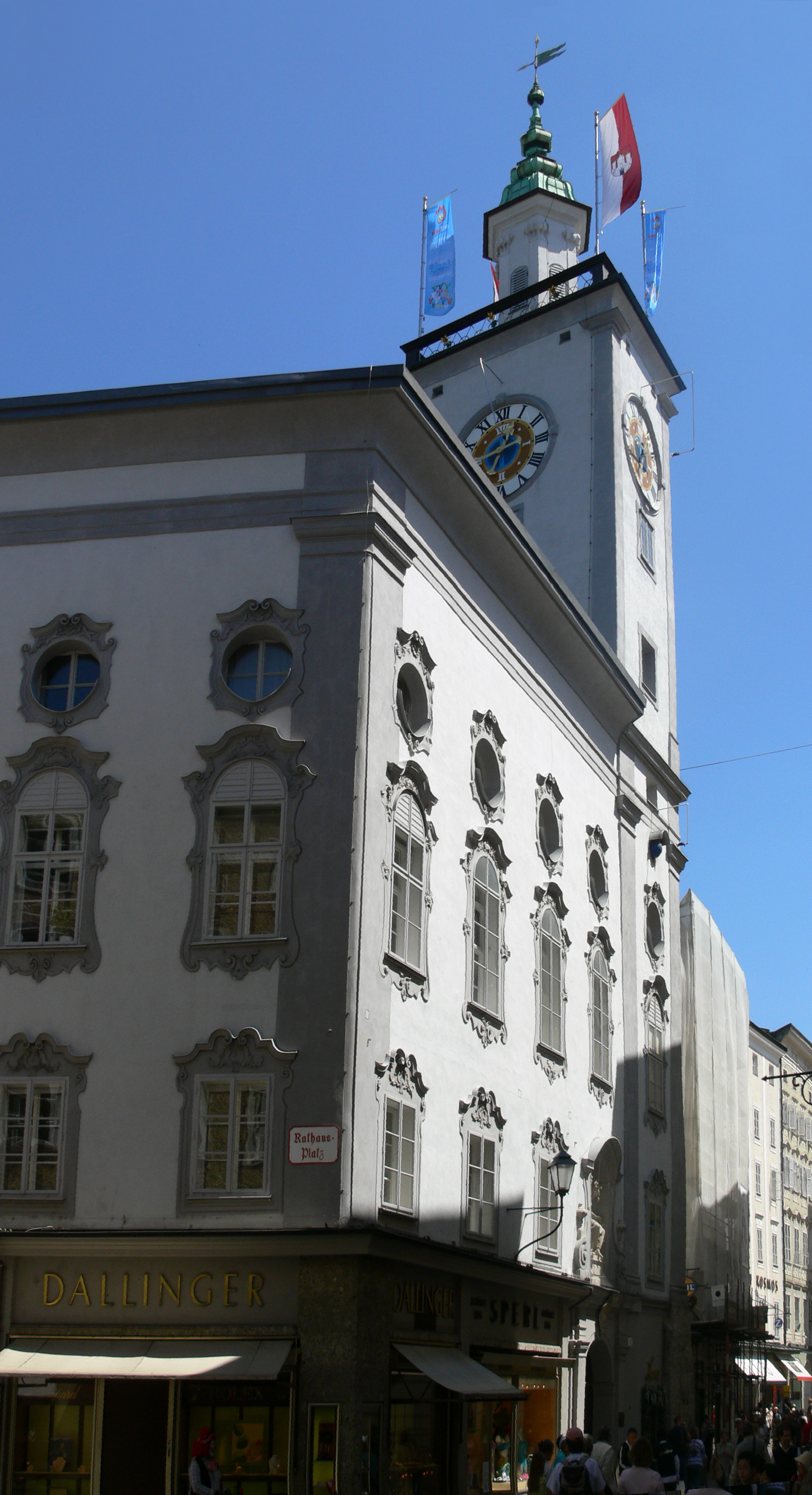
Mairie avec tour

L'hôtel de ville de Salzbourg date du XIVe siècle. C'est une ancienne maison patricienne avec une façade rococo et une petite tour. C'est un bâtiment classé.

## Histoire
En 1407, la ville de Salzbourg a acquis le domaine de l'hôtel de ville actuel de la famille patricienne Keuzl avec la tour Keuzl du XIIe siècle. La tour carrée faisait partie de la première enceinte de la ville, mais avait déjà perdu sa fonction défensive. La construction de la structure hexagonale avec une cage en cloche, comme une cloche, date du XIVe siècle.
La mairie est agrandie de 1510 à 1523. L'aspect actuel est en grande partie dû à la rénovation complète en 1616/18 sous le maire Kaspar Haan. Entre 1772 et 1775, l'hôtel de ville a reçu sa façade rococo actuelle. La mairie reste le siège du maire jusqu'en 1947. Aujourd'hui, le rez-de-chaussée est utilisé par des commerces, les autres étages par les services municipaux.

### Restauration de 2011/2012
De 2011 à 2012, le bâtiment a été entièrement rénové sous la direction des architectes Max Rieder et Erich Wagner pour 3,6 millions d'euros.
Rieder et Wagner ont reçu le premier prix pour leur design au concours sur invitation de 2010. Une entrée inondée de lumière a été créée pour le conseil municipal grâce à l'agrandissement, l'exposition et la percée. Les principaux éléments du concept sont la sculpture de l'escalier ouvert, l'atrium du toit et le passage ouvert vers la Salzach, dont le sol fait référence aux galets de Salzach historiquement utilisés.  

## Architecture
En plus des mesures de rénovation fondamentales et d'assurer l'accessibilité, un passage a été créé entre Rudolfskai, Kranzlmarkt et Getreidegasse, dont le centre est une cour intérieure couverte de verre avec une sculpture d'escalier au design expressif. Un défi particulier était la combinaison de l'architecture contemporaine et des bâtiments historiques classés au milieu de la zone de protection de la vieille ville de Salzbourg. La partie la plus célèbre du bâtiment est le portique de l'hôtel de ville : une salle à deux nefs et cinq travées avec des voûtes d'arêtes plates sur des colonnes et des pilastres toscans .